# Brett Wilkinson
Pour les articles homonymes, voir Wilkinson.
Pas d'image ? Cliquez ici

a Compétitions nationales et continentales officielles uniquement.

Dernière mise à jour le 23 février 2017.
Brett Wilkinson, né le 29 novembre 1983 à Grahamstown en Afrique du Sud, est un joueur irlandais de rugby à XV qui évolue au poste de pilier. Il joue avec l'équipe du Connacht de 2006 à 2015.

## Biographie
Il signe en 2006 pour l'équipe irlandaise du Connacht, à la suite de bonnes prestations avec l'équipe de rugby de l'université du Cap.